# Veronica Blume
Veronica Blume (Alemanha, 17 de julho de 1977) é uma modelo e atriz teuto-espanhola. Filha de pai alemão e mãe do Uruguai, foi a vencedora da edição de 1993 do Ford Supermodel Of The World Award. 
Blume tem 1,75 m de altura e é uma loira natural, embora muitas vezes pinte o cabelo de preto para trabalhos como modelo.
Blume sempre se identificou como espanhola, e, com sua fluência em quatro idiomas, começou sua carreira como atriz em 1996 na série de televisão americana Out of the Blue, caracterizada por um elenco majoritariamente formado por latinos. Imagens reais de seu trabalho de modelagem foram incorporadas à história de vários episódios.